# Каплан, Даниэль
Даниэ́ль Капла́н (род. 28 апреля 1941 г.) - французский физик конденсированного состояния, основная работа которого посвящена электронным свойствам полупроводников, магнитному резонансу и лазерам с ультракороткими импульсами. Он является членом Французской академии наук. 

## Биография
Даниэль Каплан - физик, работающий в области физики конденсированных сред, магнитного резонанса и лазерной оптики с ультракороткими импульсами. После окончания Политехнической школы (класс 1960) он поступил в Лабораторию конденсированных сред, возглавляемую Ионелем Соломоном в Политехнической школе. Защитил докторскую диссертацию о магнитном резонансе электронов проводимости в антимониде индия.  Параллельно он исследует новые методы обнаружения магнитного резонанса электронов ( спин- зависимая рекомбинация) и ядер (влияние ядерного поля на магнитосопротивление ). 

## Карьера
С 1970 по 1972 годы Даниэль Каплан работал в США в исследовательском центре IBM TJ Watson. Используя магнитный резонанс, он исследует структуру тонких слоев аморфного кремния. Это показывает, что в чистом аморфном кремнии для удовлетворения напряжений структуры требуется минимальное число неудовлетворенных химических связей.  Эти разрывы связей создают парамагнитные сайты, и уменьшение числа этих сайтов всегда происходит из-за дополнительных химических элементов, таких как водород. Гидрогенизированный аморфный кремний стал основным материалом для производства электронных устройств большой площади, таких как плоские экраны или фотоэлектрические панели.
В 1972 году он поступил в физическую лабораторию Центральной исследовательской лаборатории Thomson CSF (ныне Thales) в Палезо. Его основная исследовательская деятельность сосредоточена на понимании перехода, изолирующего металла в оксиды, такие как диоксид ванадия.  Комбинация оптических, электрических и магнитно-резонансных измерений выяснила роли подъема искажения сети и перехода Мотта в этом изменении фазы.Продолжение исследований по аморфному кремнию показывает, что сигналы парамагнитного резонанса, наблюдаемые в поверхностях кристаллов кремния, расщепленных в вакууме, обусловлены загрязнением мелкими частицами аморфного кремния.  Это также демонстрирует процесс гидрирования слоев чистого аморфного кремния водородной плазмой.  Кроме того, теоретическое объяснение механизма спин-зависимой рекомбинации в кремнии опубликовано в работе Kaplan, Solomon и Mott. 
В 1983 году он стал научным руководителем медицинского отделения Thomson CSF (Thomson CGR). Затем руководил исследованиями и разработками в области цифровой радиологии, рентгеновского сканирования и магнитно-резонансной томографии.
В 1988 году он стал главой центральной исследовательской лаборатории Thomson CSF, которая проводит исследования, охватывающие информатику, электронные и оптические устройства и новые методы для бытовой электроники. Президент Французского физического общества с 1992 по 1994 год.
В 1993 году он покинул группу Thomson CSF и создал компанию Alloy для разработки оригинального способа проведения исследований государственно-частного партнерства. Компания Alloy нанимает молодых исследователей для работы в государственных лабораториях, во Франции или за рубежом, над промышленными проектами, менеджером которых является Даниэль Каплан. Он неоднократно представляет этот режим работы и его важность на конференциях. 
В 1999 году он основал фирму Fastlite вместе с P Tournois для разработки и производства приборов в области ультракоротких лазерных импульсов. Флагманским продуктом компании станет оригинальное акустооптическое устройство (Dazzler ™), позволяющее электронное программирование спектральной фазы этих лазеров.  Это программирование является важным инструментом для реализации метода CPA ( чирпированного импульсного усиления ), изобретенного Муру́ и Стрикленд (Нобелевская премия 2018 г.), который глубоко изменил характеристики ультраинтенсивных лазеров. Компания также изобретет и коммерциализирует новый метод измерения временной формы импульсов.  Дэниел Каплан - президент компании Fastlite, которая продолжает изучать способы параметрического усиления ультракоротких импульсов.

## Награды и звания
- Кавалер Ордена Почётного легиона (2013)[11]
- Член Французской академии наук, избран 5 ноября 2001 года [12]
- Член Французской академии технологий в 2000 году
- Медаль Блонделя, присуждаемой Обществом электричества, электроники и информационных технологий и связи (1984)
- Сотрудник Национального Ордена Мерит.

## Публикации
В сотрудничестве с А. Аспектом, Р. Балианом, Г. Бастардом, Дж.П. Бушо, Б. Кабане, Ф. Комбес, Т. Энкреназ, С. Фове, А. Ферт, М. Финк, А. Жорж, Дж. Ф. Джоанни, Д. Le Bihan, P. Léna, H. Le Treut, JP Poirier, J. Prost и JL Puget, Demain la physique, издания Odile Jacob, 2009 ( ISBN 9782738123053    )